# Віталій Бут
Віталій Бут (нім. Vitali Boot; 6 липня 1972) — німецький боксер, призер чемпіонату світу серед аматорів.

## Ранні роки
Віталій Бут є російським німцем, що народився в СРСР і після возз'єднання Німеччини разом із сім'єю емігрував до Німеччини, у Нижню Саксонію. Боксом займався з чотирнадцяти років.

## Аматорська кар'єра
Бут брав участь в багатьох турнірах. Сім разів він був чемпіоном Німеччини.
- На чемпіонаті світу 1997 програв у першому бою майбутньому чемпіону Георгію Канделакі (Грузія).
- На чемпіонаті Європи 1998 програв у першому бою майбутньому чемпіону Олексію Лєзіну (Росія).
- На чемпіонаті світу 2001 завоював бронзову медаль.
  - В 1/8 фіналу переміг Баграта Оганяна (Вірменія) — 19-7
  - В чвертьфіналі переміг Гжегоша К'єлсу (Польща) — 20-14
  - В півфіналі програв Руслану Чагаєву (Узбекистан) — RSCO 3